# Zorzines microptera
Zorzines microptera är en fjärilsart som beskrevs av Inoue 1982. Zorzines microptera ingår i släktet Zorzines och familjen nattflyn. Inga underarter finns listade i Catalogue of Life.